# Biru
| Tibetische Bezeichnung                  |
| --------------------------------------- |
| Tibetische Schrift: འབྲི་རུ་རྫོང             |
| Wylie-Transliteration: ’bri ru rdzong   |
| Offizielle Transkription der VRCh: Biru |
| THDL-Transkription: Biru                |
| Andere Schreibweisen: —                 |
| Chinesische Bezeichnung                 |
| Traditionell: 比如縣                    |
| Vereinfacht: 比如县                     |
| Pinyin:Bǐrú Xiàn                        |

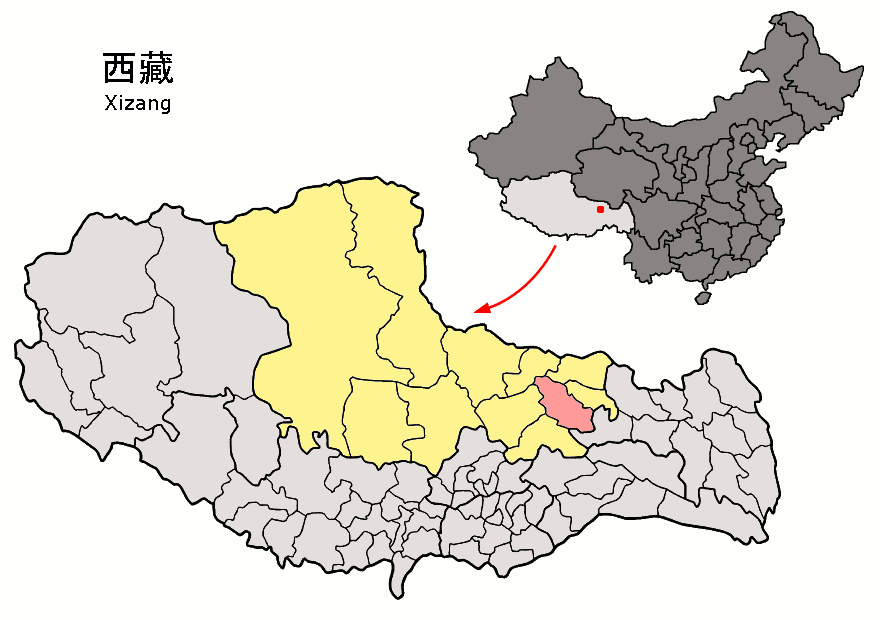
Lage von Biru (rosa) in Nagqu (gelb) innerhalb von Tibet (hellgrau)

Biru (tibetisch: འབྲི་རུ་རྫོང, Umschrift nach Wylie: ’bri ru rdzong, auch: Driru) ist ein Kreis des Regierungsbezirks Nagqu im Autonomen Gebiet Tibet der Volksrepublik China. Er hat eine Fläche von 11.701 km² und 72.618 Einwohner (Stand: Zensus 2020). Im Jahr 1990 hatte Biru 36.478 Einwohner, davon waren 36.347 Tibeter; 2003 war die Bevölkerung auf etwa 50.000 Einwohner angewachsen.

## Administrative Gliederung
Auf Gemeindeebene setzt sich der Kreis aus zwei Großgemeinden und acht Gemeinden zusammen. Diese sind (amtl. Schreibweise / Chinesisch):
- Großgemeinde Biru 比如镇
- Großgemeinde Xagqu 夏曲镇
- Gemeinde Lainqu 良曲乡
- Gemeinde Caqu 茶曲乡
- Gemeinde Xamqu 香曲乡
- Gemeinde Yamqu 羊曲乡
- Gemeinde Qagzê 恰则乡
- Gemeinde Dagtang 达塘乡
- Gemeinde Zala 扎拉乡
- Gemeinde Paingar 白嘎乡

## Ethnische Gliederung der Bevölkerung Birus (2000)
Beim Zensus im Jahr 2000 wurden in Biru 45.222 Einwohner gezählt.
| Name des Volkes | Einwohner | Anteil  |
| --------------- | --------- | ------- |
| Tibeter         | 44.867    | 99,21 % |
| Han             | 313       | 0,69 %  |
| Bai             | 11        | 0,02 %  |
| Uiguren         | 9         | 0,02 %  |
| Sonstige        | 22        | 0,05 %  |